# Reka, Smolean
Reka (în bulgară Река) este un sat în comuna Smolean, regiunea Smolean,  Bulgaria. 

## Demografie
Componența etnică a satului Reka
     Bulgari (67,98%)
     Nicio identificare (30,7%)
     Altele (1,31%)
La recensământul din 2011, populația satului Reka era de 228 locuitori. Din punct de vedere etnic, majoritatea locuitorilor (67,98%) erau bulgari. Pentru 30,7% din locuitori nu este cunoscută apartenența etnică.